# Proteína de transporte da membrana celular
São aquelas que atuam no transporte de moléculas para dentro e para fora das células. São proteínas da membrana plasmática. 
A hemoglobina, por exemplo, é uma proteína transportadora. Presente nas hemácias, transporta o oxigênio dos pulmões para os tecidos do corpo. Uma proteína de transporte da membrana celular é uma proteína de membrana envolvida no movimento de íons, pequenas moléculas, ou macromoléculas, tais como outras proteínas através de uma  membrana biológica.
Proteínas de transporte (também chamadas transportadoras ou carreadoras) são proteínas integrais de membrana; elas estão dentro de toda a extensão do transporte da membrana através da qual transportam substâncias. As proteínas podem ser úteis para o transporte de substâncias por difusão facilitada ou transporte ativo. Esses mecanismos de ação são conhecidos como transporte mediado por carreador (ou, simplesmente transporte mediado).